# Condado de Jiexi

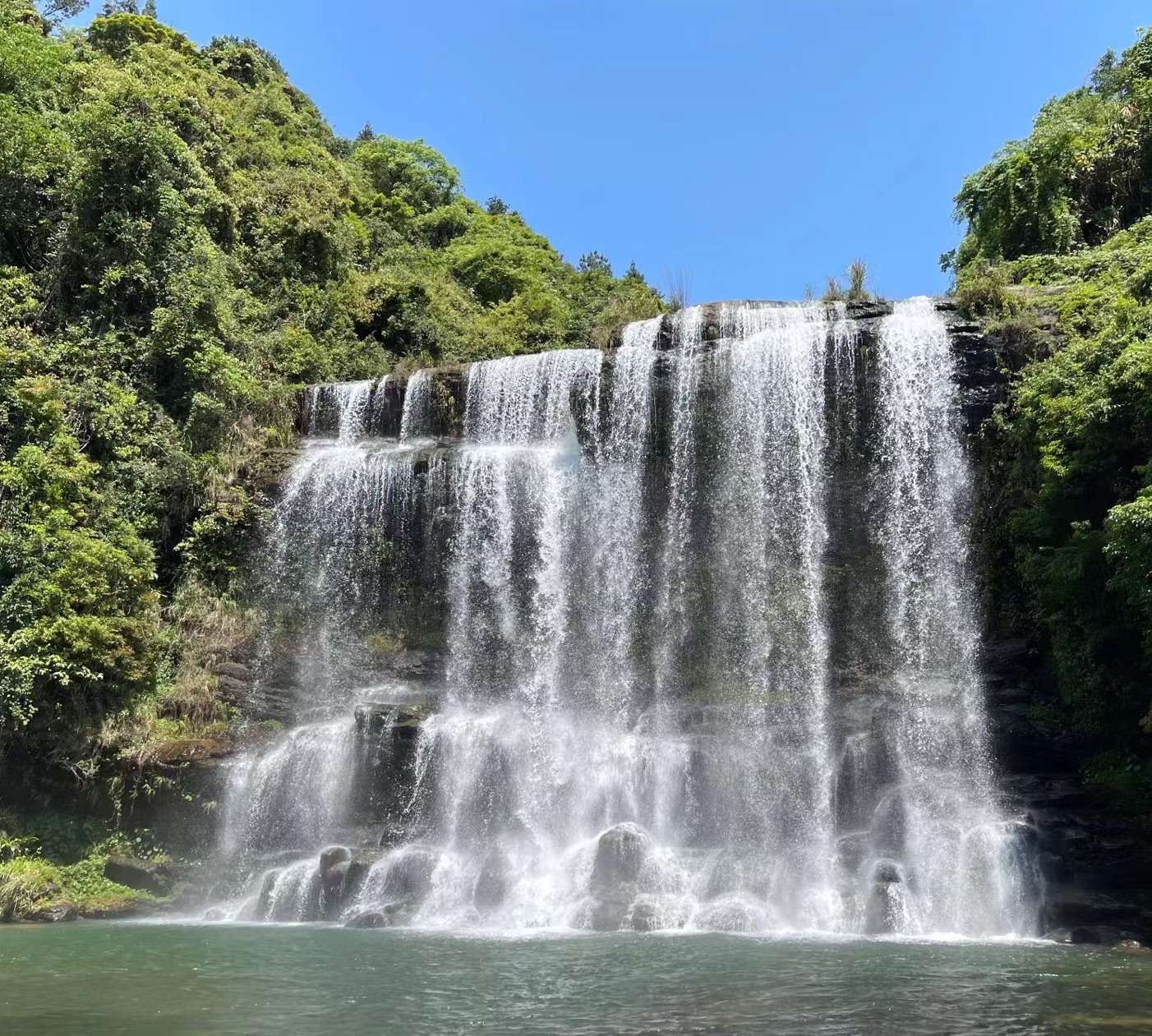
Cascada Huangmaizhai

El Condado de Jiexi (en chino: 揭西; en chino simplificado, 揭西县; en chino tradicional, 揭西縣; en pinyin: Jiēxī) es un condado de la provincia oriental de Guangdong (China). Está bajo la administración de la ciudad de Jieyang.
Muchos habitantes de Jiexi emigraron al exterior, principalmente a Sarawak, Johor y Negeri Sembilan (Malasia), y a Bangka Belitung y Sumatra (Indonesia). De estos migrantes, el 70% habla el dialecto hepo de Hakka y el 30%, el dialecto teochew. 
A finales del siglo XVIII y principios del XIX, los colonos del condado de Jiexi formaron la república Lintian Kongsi, una entidad política autónoma que lleva el nombre de un templo en Jiexi dedicado a los Señores de las Tres Montañas en Jieyang (揭阳霖田祖庙). 
En Jiexi se encuentran las cascadas de Huangmanzhai, la mayor de las cuales, la cascada Feihong, tiene 56 metros de alto y 82 metros de ancho. Desde comienzos del presente siglo, se está intentando desarrollar el turismo, aprovechando este atractivo natural.  
Los Señores de las Tres Montañas (en chino 三山國王; en pinyin: Sānshān Guówáng, también Reyes de las Tres Montañas) son una tríada de deidades taoístas, adoradas en el sur de China (principalmente entre el pueblo teochew) y la parte del pueblo hakka de Taiwán. Las Tres Montañas se refieren a tres montañas del condado de Jiexi: 
1. La montaña Jin (巾山) - protegida por el Gran Señor.
2. La montaña Ming (明山) - protegida por el Segundo Señor.
3. La montaña Du (獨山) - protegida por el Tercer Señor.

## Geografía
Tanto desde Guangzhou como desde Hong Kong, el condado está a unos 400 kilómetros (250 millas) de distancia. 

## Clima
| Parámetros climáticos promedio de Jiexi (1991–2020 normals, extremes 1981–2010) | Parámetros climáticos promedio de Jiexi (1991–2020 normals, extremes 1981–2010) | Parámetros climáticos promedio de Jiexi (1991–2020 normals, extremes 1981–2010) | Parámetros climáticos promedio de Jiexi (1991–2020 normals, extremes 1981–2010) | Parámetros climáticos promedio de Jiexi (1991–2020 normals, extremes 1981–2010) | Parámetros climáticos promedio de Jiexi (1991–2020 normals, extremes 1981–2010) | Parámetros climáticos promedio de Jiexi (1991–2020 normals, extremes 1981–2010) | Parámetros climáticos promedio de Jiexi (1991–2020 normals, extremes 1981–2010) | Parámetros climáticos promedio de Jiexi (1991–2020 normals, extremes 1981–2010) | Parámetros climáticos promedio de Jiexi (1991–2020 normals, extremes 1981–2010) | Parámetros climáticos promedio de Jiexi (1991–2020 normals, extremes 1981–2010) | Parámetros climáticos promedio de Jiexi (1991–2020 normals, extremes 1981–2010) | Parámetros climáticos promedio de Jiexi (1991–2020 normals, extremes 1981–2010) | Parámetros climáticos promedio de Jiexi (1991–2020 normals, extremes 1981–2010) |
| Mes                                                                             | Ene.                                                                            | Feb.                                                                            | Mar.                                                                            | Abr.                                                                            | May.                                                                            | Jun.                                                                            | Jul.                                                                            | Ago.                                                                            | Sep.                                                                            | Oct.                                                                            | Nov.                                                                            | Dic.                                                                            | Anual                                                                           |
| ------------------------------------------------------------------------------- | ------------------------------------------------------------------------------- | ------------------------------------------------------------------------------- | ------------------------------------------------------------------------------- | ------------------------------------------------------------------------------- | ------------------------------------------------------------------------------- | ------------------------------------------------------------------------------- | ------------------------------------------------------------------------------- | ------------------------------------------------------------------------------- | ------------------------------------------------------------------------------- | ------------------------------------------------------------------------------- | ------------------------------------------------------------------------------- | ------------------------------------------------------------------------------- | ------------------------------------------------------------------------------- |
| Temp. máx. abs. (°C)                                                            | 29.8                                                                            | 32.2                                                                            | 33.3                                                                            | 36.4                                                                            | 37.7                                                                            | 38.2                                                                            | 39.2                                                                            | 38.3                                                                            | 37.6                                                                            | 36.0                                                                            | 35.0                                                                            | 30.6                                                                            | '                                                                               |
| Temp. máx. media (°C)                                                           | 19.4                                                                            | 20.3                                                                            | 22.6                                                                            | 26.5                                                                            | 29.6                                                                            | 31.6                                                                            | 33.3                                                                            | 33.0                                                                            | 31.9                                                                            | 29.3                                                                            | 25.6                                                                            | 21.1                                                                            | 27                                                                              |
| Temp. media (°C)                                                                | 13.9                                                                            | 15.2                                                                            | 17.8                                                                            | 21.8                                                                            | 25.1                                                                            | 27.3                                                                            | 28.4                                                                            | 28.0                                                                            | 27.0                                                                            | 24.1                                                                            | 20.2                                                                            | 15.6                                                                            | 22                                                                              |
| Temp. mín. media (°C)                                                           | 10.3                                                                            | 11.8                                                                            | 14.5                                                                            | 18.5                                                                            | 22.0                                                                            | 24.5                                                                            | 25.2                                                                            | 25.0                                                                            | 23.8                                                                            | 20.4                                                                            | 16.3                                                                            | 11.8                                                                            | 18.7                                                                            |
| Temp. mín. abs. (°C)                                                            | 0.6                                                                             | 3.0                                                                             | 3.7                                                                             | 9.4                                                                             | 15.7                                                                            | 19.4                                                                            | 21.0                                                                            | 22.4                                                                            | 17.8                                                                            | 12.8                                                                            | 4.4                                                                             | -0.5                                                                            | '                                                                               |
| Precipitación total (mm)                                                        | 44.3                                                                            | 57.3                                                                            | 99.7                                                                            | 162.4                                                                           | 236.2                                                                           | 384.0                                                                           | 336.7                                                                           | 370.8                                                                           | 214.4                                                                           | 53.5                                                                            | 39.2                                                                            | 38.1                                                                            | 2036.6                                                                          |
| Días de precipitaciones (≥ 0.1 mm)                                              | 7.2                                                                             | 10.3                                                                            | 13.9                                                                            | 14.7                                                                            | 17.7                                                                            | 20.6                                                                            | 17.8                                                                            | 19.1                                                                            | 12.7                                                                            | 6.2                                                                             | 5.4                                                                             | 6.1                                                                             | 151.7                                                                           |
| Horas de sol                                                                    | 143.0                                                                           | 105.4                                                                           | 97.1                                                                            | 104.9                                                                           | 128.3                                                                           | 148.8                                                                           | 201.5                                                                           | 184.9                                                                           | 178.6                                                                           | 185.9                                                                           | 170.1                                                                           | 158.8                                                                           | 1807.3                                                                          |
| Humedad relativa (%)                                                            | 73                                                                              | 76                                                                              | 79                                                                              | 80                                                                              | 81                                                                              | 84                                                                              | 81                                                                              | 82                                                                              | 79                                                                              | 73                                                                              | 73                                                                              | 70                                                                              | 77.6                                                                            |
| Fuente: China Meteorological Administration                                     |                                                                                 |                                                                                 |                                                                                 |                                                                                 |                                                                                 |                                                                                 |                                                                                 |                                                                                 |                                                                                 |                                                                                 |                                                                                 |                                                                                 |                                                                                 |